# Belgiens Grand Prix 1952
Belgiens Grand Prix 1952 var det tredje av åtta lopp ingående i formel 1-VM 1952. Tävlingen benämndes även Europas Grand Prix 1952.

## Resultat
1. Alberto Ascari, Ferrari, 8+1 poäng
2. Nino Farina, Ferrari, 6
3. Robert Manzon, Gordini, 4
4. Mike Hawthorn, Leslie Hawthorn (Cooper-Bristol), 3
5. Paul Frère, HWM-Alta, 2
6. Alan Brown, Ecurie Richmond (Cooper-Bristol)
7. Charles de Tornaco, Ecurie Francorchamps (Ferrari)
8. Johnny Claes, Gordini
9. Eric Brandon, Ecurie Richmond (Cooper-Bristol)
10. Prince Bira, Gordini (Simca-Gordini-Gordini)
11. Lance Macklin, HWM-Alta
12. Roger Laurent, HWM-Alta
13. Arthur Legat, Arthur Legat (Veritas)
14. Robert O'Brien, Robert O'Brien (Simca-Gordini-Gordini)
15. Tony Gaze, Tony Gaze (HWM-Alta)

### Förare som bröt loppet
- Robin Montgomerie-Charrington, Robin Montgomerie-Charrington (Aston-Butterworth) (varv 17, motor)
- Piero Taruffi, Ferrari (13, olycka)
- Jean Behra, Gordini (13, olycka)
- Ken Wharton, Frazer-Nash-Bristol (10, snurrade av)
- Louis Rosier, Ecurie Rosier (Ferrari) (6, transmission)
- Peter Collins, HWM-Alta (3, bakaxel)
- Stirling Moss, ERA-Bristol (0, motor)